# Bartsia bartsioides
Bartsia bartsioides är en snyltrotsväxtart som först beskrevs av William Jackson Hooker, och fick sitt nu gällande namn av Edwin. Bartsia bartsioides ingår i släktet svarthösläktet, och familjen snyltrotsväxter. Inga underarter finns listade i Catalogue of Life.